# Eden (banda)
Eden foi uma banda  israelita ativa entre 1998 e  2001. Era constituída por Doren Oren, Rafael Dahan e os irmãos   Gabriel e Eddie Butler.  Eles ficaram conhecidos internacionalmente pela sua participação no  Festival Eurovisão da Canção 1999.
A banda foi escolhida através de uma seleção interna para representar Israel no Festival Eurovisão da Canção 1999 com a canção "Yom Huledet (Happy Birthday)".  Como no anterior Dana International tinha vencido, o Festival Eurovisão da Canção 1999 tinha lugar em  Jerusalém a 29 de maio, quando a canção  "Yom Huledet (Happy Birthday)" terminou num respeitável quinto lugar, entre 23 participantes.  De referir que Gabriel e Eddie Butler  foram os primeiros negros a representar o país no Festival Eurovisão da Canção. O grupo não foi capaz de capitalizar a sua participação naquele evento e a banda foi dissolvida en 2001.  Eddie Butler participou como artista solo no Festival Eurovisão da Canção 2006, novamente em representação de Israel.